# Matariki

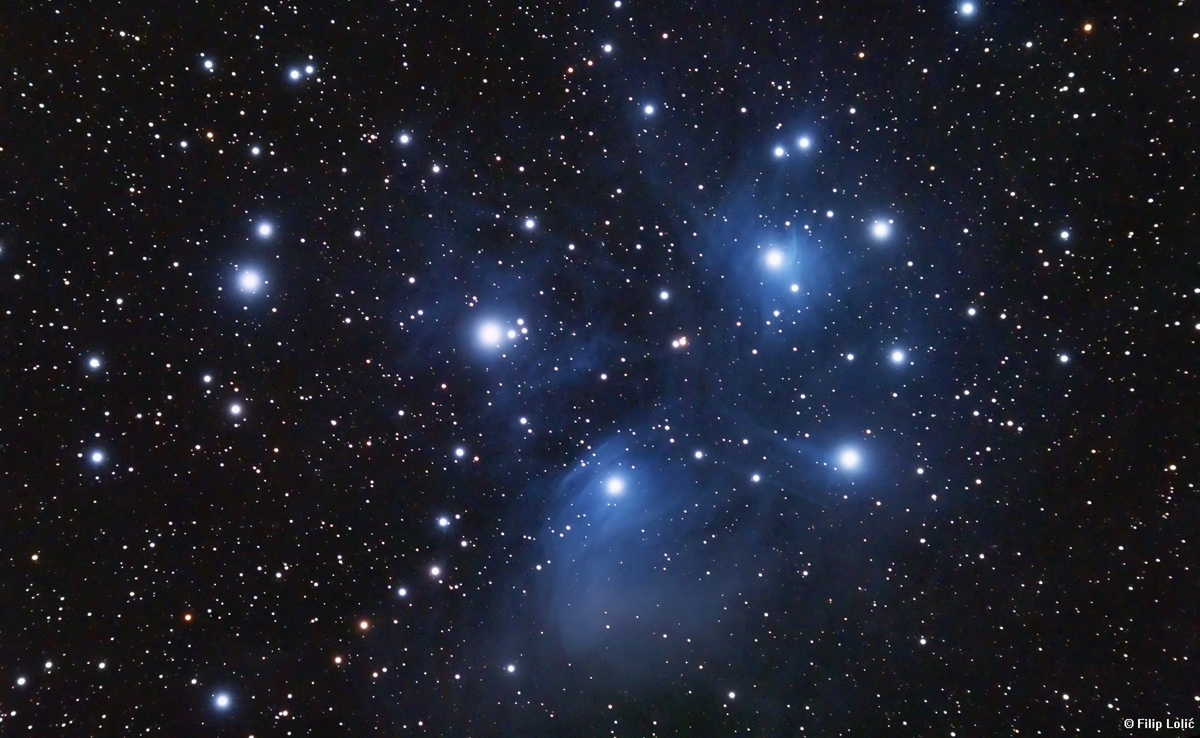
Matariki, tên Māori cho chòm sao Pleiades (ảnh).

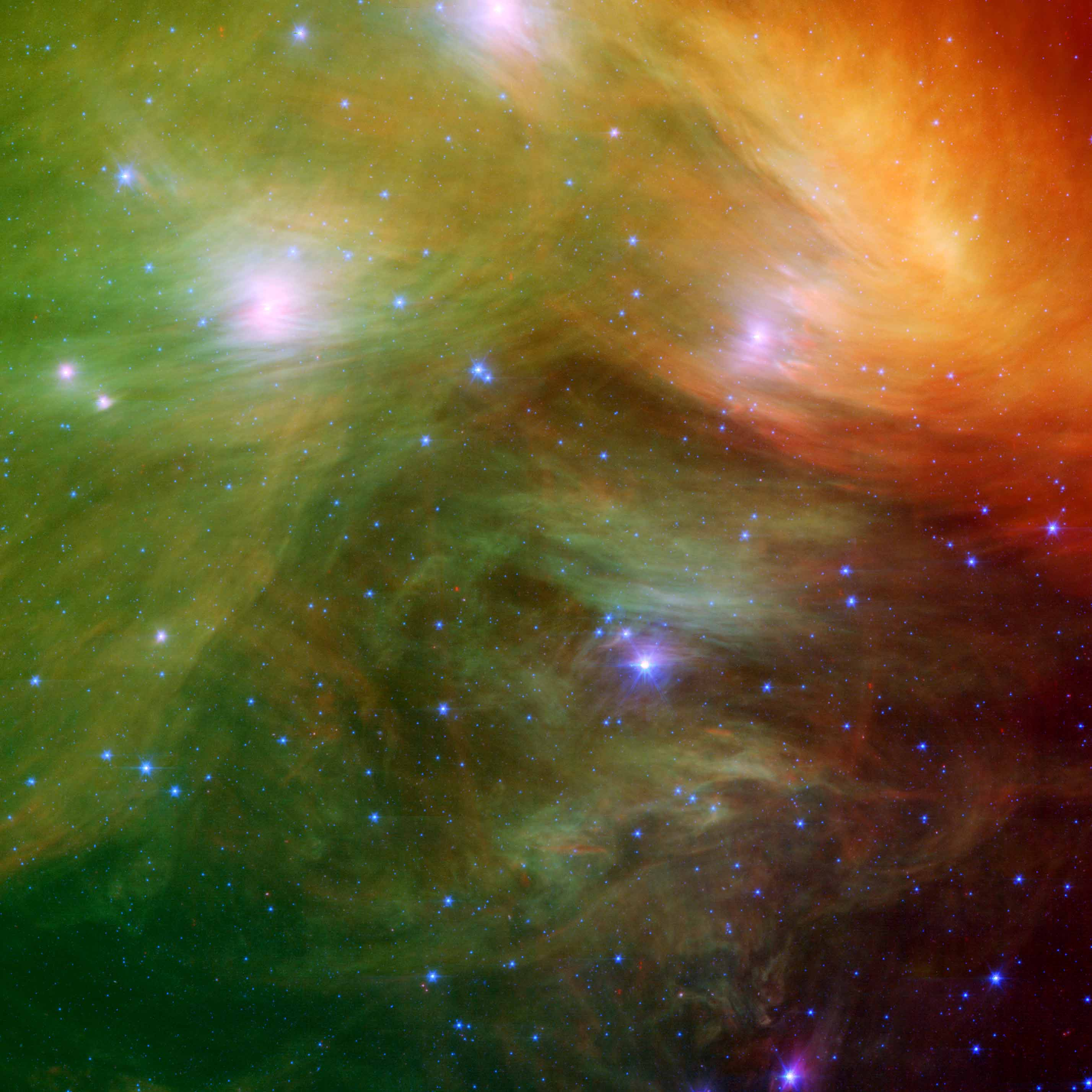
Một hình ảnh hồng ngoại cho thấy chi tiết giữa các vì sao.

Trong ngôn ngữ Māori, Matariki vừa là tên của cụm sao Tua Rua (Pleiades), vừa là mùa của hiện tượng mọc lần đầu tiên của nó  vào cuối tháng 5 hoặc đầu tháng 6. Đây là một dấu hiệu của sự khởi đầu của năm mới. Các dân tộc khác nhau tổ chức lễ Matariki vào những thời điểm khác nhau; một số khi Matariki tăng vào cuối tháng 5 hoặc đầu tháng 6 trong khi những người khác quan sát nó vào lúc trăng tròn đầu tiên hoặc mặt trăng mới đầu tiên sau khi Matariki mọc lên.
Matariki là phiên bản rút gọn của Ngā mata o te ariki o Tāwhirimātea, hay "đôi mắt của thần Tāwhirimātea", nhưng đôi khi nó được dịch không chính xác là "đôi mắt nhỏ". Các từ tương tự cũng xảy ra trong hầu hết các ngôn ngữ Polynesia, xuất phát từ Proto-Polynesian * mataliki, có nghĩa là bé, nhỏ; việc sử dụng thuật ngữ cho chòm sao Pleiades cũng rất cổ xưa và đã được tái cấu trúc thành Đông Đại Dương.
Cụm sao này rất quan trọng cho việc điều hướng và sắp xếp thời gian các mùa. Việc mọc lên đầu tiên của Pleiades và Rigel (Puanga ở miền bắc Māori, Puaka ở miền nam Māori) xảy ra ngay trước khi mặt trời mọc vào cuối tháng 5 hoặc đầu tháng 6. Thời gian thực sự cho lễ kỷ niệm Matariki khác nhau, một số người iwi (bộ lạc hoặc gia tộc) ăn mừng ngay lập tức, những người khác đợi cho đến khi mặt trăng tròn mọc lên hoặc bình minh của mặt trăng mới tiếp theo theo cách tương tự 
Trong thời gian truyền thống, Matariki là một mùa để ăn mừng và chuẩn bị mặt bằng cho năm tới. Sản phẩm của vùng đất được cúng dường cho các vị thần, bao gồm Rongo, thần thực phẩm trồng trọt. Thời gian này trong năm cũng là thời điểm tốt để hướng dẫn những người trẻ tuổi về các kinh nghiệm liên quan đến đất và rừng. Ngoài ra, một số loài chim và cá đặc biệt dễ thu hoạch vào thời điểm này.
Tên Matariki cũng được sử dụng cho ngôi sao trung tâm trong cụm sao, với các ngôi sao xung quanh có tên Tupu-ā-nuku, Tupu-ā-rangi, Waitī, Waitā, Waiastaā-ā-rangi và Ururangi.

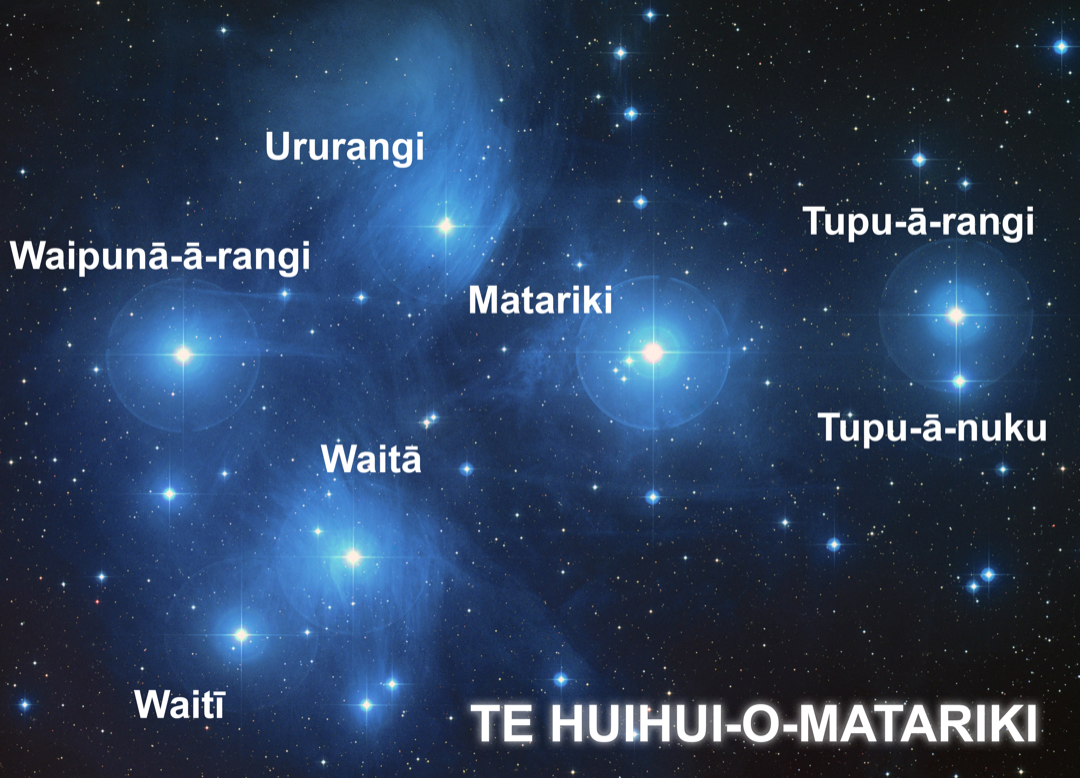
Chòm sao Matariki, với tên các sao theo ngôn ngữ Māori.

## Sự hồi sinh gần đây

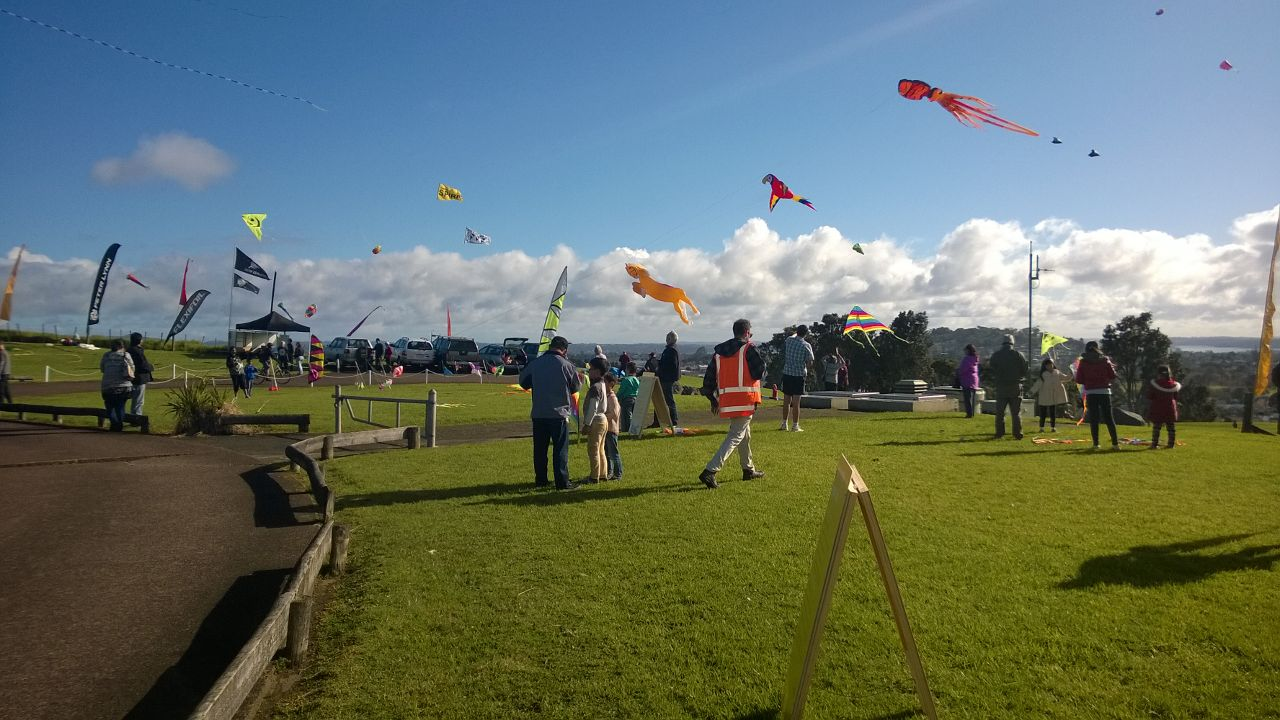
Lễ Matariki; lễ hội diều. Auckland, 2015

Năm 2001, Ủy ban Ngôn ngữ Māori bắt đầu một động thái để "đòi lại Matariki, hay Năm mới Thái Bình Dương Aotearoa, như một trọng tâm quan trọng cho việc tái tạo ngôn ngữ Māori". Kể từ đó, nó đã ngày càng trở thành thông lệ đối với các tổ chức khác nhau để tổ chức lễ Matariki  theo nhiều cách  và trong khoảng thời gian một tuần hoặc tháng ở bất cứ đâu từ đầu tháng 6 đến cuối tháng 8.